# Chilomycterus reticulatus
 Chilomycterus reticulatus és una espècie de peix de la família dels diodòntids i de l'ordre dels tetraodontiformes.

## Morfologia
- Els mascles poden assolir 55 cm de longitud total.[2]

## Alimentació
Menja invertebrats de closca dura.

## Hàbitat
És un peix marí, de clima subtropical i associat als esculls de corall que viu entre 20-100 m de fondària.

## Distribució geogràfica
Es troba a l'Atlàntic oriental (des de Portugal fins a Namíbia, incloent-hi Madeira), l'Atlàntic occidental (Bermuda i les Índies Occidentals), l'oest de l'Índic (Reunió i Maurici), l'Índic oriental (Indonèsia i el nord-oest d'Austràlia) i el Pacífic oriental (Hawaii i des de Califòrnia fins a Xile).